# Atlapetes canigenis
Atlapetes canigenis е вид птица от семейство Овесаркови (Emberizidae).

## Разпространение
Видът е разпространен в Перу.